# بيزوكساتين
بيزوكساتين  (بالإنجليزية: bisoxatin)‏ هو دواء ملين.